# Pillemoine
Pillemoine ist eine französische Gemeinde im Département Jura in der Region Bourgogne-Franche-Comté.

## Geographie
Pillemoine liegt auf 667 m, etwa fünf Kilometer südlich der Stadt Champagnole (Luftlinie). Das Bauerndorf erstreckt sich im Jura, in einer Mulde auf dem Hochplateau von Champagnole, dem zweiten Plateau des westlichen Juras, westlich des oberen Ain-Tals.
Die Fläche des 4,69 km² großen Gemeindegebiets umfasst einen Abschnitt des französischen Juras. Der zentrale Teil des Gebietes wird von der Mulde von Pillemoine eingenommen, die auf durchschnittlich 660 m liegt und eine Breite von rund einem Kilometer aufweist. Sie ist vermoort und wird durch einen kleinen Bach nach Südosten zur Lemme entwässert. Flankiert wird diese Senke auf drei Seiten von den Höhen des Plateaus von Champagnole: im Westen von Les Pésières (770 m), im Norden vom Surmont und im Nordosten vom Höhenrücken des Chaumont, der steil gegen das Ain-Tal hin abfällt. Hier wird mit 816 m die höchste Erhebung von Pillemoine erreicht.
Nachbargemeinden von Pillemoine sind Cize im Norden, Le Vaudioux im Osten, Châtelneuf im Süden sowie Loulle im Westen.

## Geschichte
Die Ortschaft wurde erst im 15. Jahrhundert von Pierre Pillemoine gegründet und übernahm seinen Familiennamen. Sie gehörte zur Kastellanei Châtelneuf. Zusammen mit der Franche-Comté gelangte Pillemoine mit dem Frieden von Nimwegen 1678 an Frankreich.

## Bevölkerung
| Jahr                       | 1962 | 1968 | 1975 | 1982 | 1990 | 1999 | 2008 | 2018 |
| -------------------------- | ---- | ---- | ---- | ---- | ---- | ---- | ---- | ---- |
| Einwohner                  | 68   | 74   | 48   | 43   | 40   | 56   | 62   | 60   |
| Quellen: Cassini und INSEE |      |      |      |      |      |      |      |      |

Mit 62 Einwohnern (Stand 1. Januar 2022) gehört Pillemoine zu den kleinsten Gemeinden des Départements Jura. Nachdem die Einwohnerzahl in der ersten Hälfte des 20. Jahrhunderts stets im Bereich von rund 75 Personen gelegen hatte, wurde bis in die 1990er Jahre ein deutlicher Bevölkerungsrückgang verzeichnet. Seither hat die Einwohnerzahl wieder leicht zugenommen.

## Wirtschaft und Infrastruktur
Pillemoine war bis weit ins 20. Jahrhundert hinein ein vorwiegend durch die Landwirtschaft, insbesondere Viehzucht und Milchwirtschaft, sowie durch die Forstwirtschaft geprägtes Dorf. Noch heute leben die Bewohner zur Hauptsache von der Tätigkeit im ersten Sektor. Außerhalb des primären Sektors gibt es keine Arbeitsplätze im Dorf. Einige Erwerbstätige sind auch Wegpendler, die in den umliegenden größeren Ortschaften ihrer Arbeit nachgehen.
Die Ortschaft liegt abseits der größeren Durchgangsstraßen an einer Departementsstraße, die von Le Vaudioux nach Mont-sur-Monnet führt. Eine weitere Straßenverbindung besteht mit Châtelneuf.